# Skansen (Kraulberge)
Skansen (norwegisch für Schanze) ist ein 725 m hoher Berg im ostantarktischen Königin-Maud-Land. Er ragt im südlichen Teil der Kraulberge auf. 
Wissenschaftler des Norwegischen Polarinstituts benannten ihn 1970.